# 4400 Багряна
4400 Багряна (4400 Bagryana) — астероїд головного поясу, відкритий 24 серпня 1985 року.
Тіссеранів параметр щодо Юпітера — 3,529.